# Гордість і упередження (телесеріал, 1980)
Гордість і упередження (англ. Pride and Prejudice) — телевізійний серіал, знятий компанією «ВВС» за романом «Гордість і упередження», написаному відомою англійською письменницею Джейн Остін. Серіал складається з 5 епізодів.

## Сюжет
Події телесеріалу відбуваються в Англії у 1797 році. Саме тоді Джейн Остін написала перший варіант свого твору, за мотивами якого і знімався серіал. У центрі подій сім'я Беннет, в якій виховуються п'ятеро сестер. Їхні батьки виховали гідних молодих леді і тепер переживають за те, як би вдало видати всіх їх заміж. І коли поруч з їх маєтком поселяється молода, приваблива і добре вихована людина — містер Бінґлі, спокійному та тихому життю сімейства Беннет приходить кінець.
Елізабет Беннет (Елізабет Ґарві) одного разу знайомиться з привабливим, але дуже амбітним та загадковим аристократом Дарсі, що є близьким другом містера Бінґлі. Між молодими людьми спалахують неабиякі пристрасті і тільки час покаже, що здобуде між ними перемогу — пристрасне кохання чи люта ненависть.

## У ролях
| Актор                | Роль                |
| -------------------- | ------------------- |
| Елізабет Ґарві       | Елізабет Беннет     |
| Девід Рінтул         | Містер Дарсі        |
| Морей Вотсон         | Містер Беннет       |
| Прісцилла Морган     | Місіс Беннет        |
| Марша Фіцалан-Говард | Керолайн Бінґлі     |
| Осмунд Буллок        | Чарльз Бінґлі       |
| Сабіна Франклін      | Джейн Беннет        |
| Пітер Сеттл          | Джордж Вікгем       |
| Наталі Оґл           | Лідія Беннет        |
| Клер Гіґґінс         | Кітті Беннет        |
| Тесса Пік-Джонс      | Мері Беннет         |
| Емма Джейкобс        | Джорджіана Дарсі    |
| Десмонд Адамс        | полковник Фіцвільям |
| Джуді Парфітт        | Леді Кетрін де Бер  |
| Моїр Леслі           | Анна де Бер         |
| Малкольм Ренні       | Вільям Коллінз      |
| Ірен Річард          | Шарлотта Лукас      |
| Пітер Гавелл         | Сер Вільям Лукас    |
| Елізабет Стюарт      | Леді Лукас          |
| Ширлі Кейн           | Місіс Філіпс        |
| Майкл Ліз            | Містер Ґардінер     |
| Барбара Шеллі        | Місіс Ґардінер      |
| Дженніфер Ґренвілл   | Луїза Герст         |
| Едвард Артур         | Містер Герст        |
| Ендрю Джонс          | Капітан Денні       |